# Epirhyssa moiwana
Epirhyssa moiwana är en stekelart som beskrevs av Matsumura 1912. Epirhyssa moiwana ingår i släktet Epirhyssa och familjen brokparasitsteklar. Inga underarter finns listade i Catalogue of Life.